# Добужинський Мстислав Валеріанович
Мстисла́в (Мстиславас) Добужи́нський (лит. Mstislavas Dobužinskis; 2 (14) серпня 1875, Новгород — 20 листопада, 1957, Нью-йорк) — російський, литовський та американський художник, графік, театральний художник, викладач, мемуарист.

## Родина Добужинських
Походить з культурної родини Добужинських. Батько — Валеріан Добужинський, військовий офіцер, литвин за походженням, вислужив чин генерала. Перший рідний брат батька (Євстафій Петрович) був військовим лікарем і автором декількох наукових праць. Другий рідний брат батька (Федір Петрович)- юрист і рідня науковця, академіка Івана Петровича Павлова, був близьким до наукових і літературних кіл Петербурга.
Рід ішов з Паневежиського уєзду Віленської губернії. Родина шляхетна, колись володіла маєтком Добужи, звідки походить і їхнє прізвище. Мати — Єлизавета Тимофіївна, росіянка з роду Софійських. Вихованка Смольного інституту шляхетних дівиць і Петербурзької консерваторії, співачка, акторка. Художні здібності сина всіляко підтримували. Переїзди батька вплинули на переїзди і родини. Тому малим Мстислав навчався в містах Кишинів, Петербург і Вільно.

## Художнє навчання
За примусом батька став студентом Петербурзького університету (Юридичний факультет). Паралельно навчався в Санкт-Петербурзькій малювальній школі, потім в двох різних приватних школах. Він належав до молодого покоління, розчарованого в настановах Петербурзької Академії мистецтв і академізму як художнього напрямку. Тому у нього визріло бажання навчатися за кордоном. Так, Лансере Євген Євгенович взагалі проігнорував можливість навчання в Петербурзькій Академії, а низка митців вдосконалювала майстерність за кордоном після закінчення Академії (Ігор Грабар, Кардовський Дмитро Миколайович, Остроумова-Лєбедєва Анна Петрівна). Головними центрами навчання російських митців за кордоном стають міста Мюнхен та Париж. Добужинський закінчив університет 1899 року і відбув у Мюнхен, що уславився як музейний і мистецький центр Західної Європи того часу.

## Таємне одруження і подорожі
Слухняний син, здатний на відверту сповідь батьку, нарешті спромігся на самостійні кроки. Проти волі батька він пошлюбився 1899 року з Єлизаветою Волкенштейн (вінчання відбулося потайки) і разом з молодою дружиною вирушив в Мюнхен. Їхня дитина народилась в Німеччині. З нею Добужинський проживе все життя.
Подорожі були недалекими — на малювання в Угорщину разом зі школою Ашбе, в Венецію, в Париж. Серед серйозних знайомств пори — приятелювання з Ігорем Грабарьом, який став для художника авторитетом. Подружжя втратило першу дитину і повернулось в імперію.

## Знайомство з засновниками «Світу мистецтва»

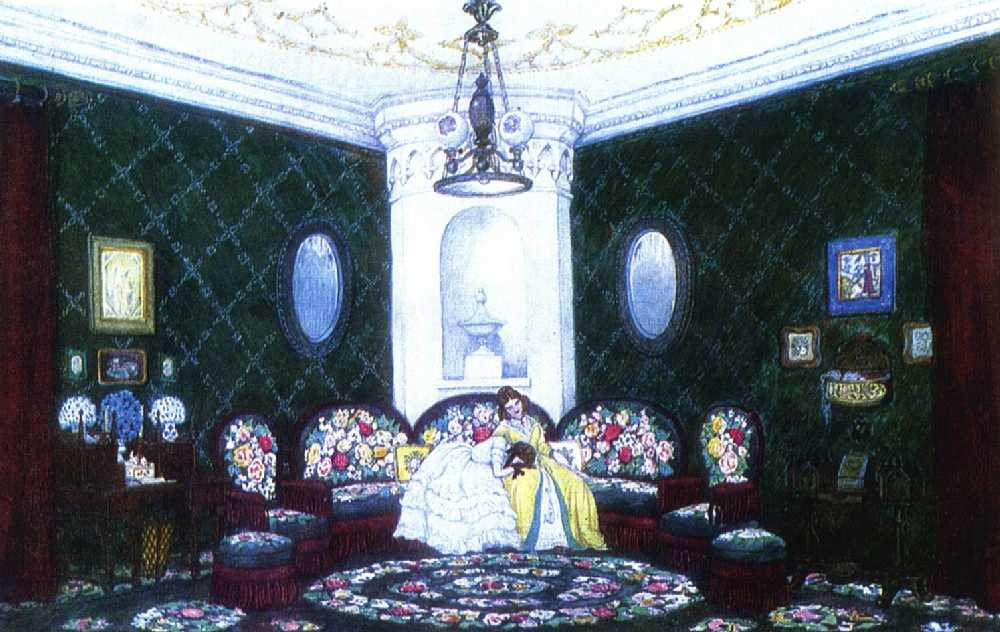
Театральна декорація до вистави за твором Івана Тургенєва

Знайомство з засновниками «Світу мистецтва» відбулось в Петербурзі. Ще за часів перебування за кордоном він читав журнал «Світ мистецтва» і знав про заснування нового художнього товариства. На початок 1900-х років прийшлося захоплення Добужинським живописом і опанування техніки офорта в майстерні професора В. В. Мате. Він став батьком доньки Вери і почав співпрацю в декількох петербурзьких, періодичних виданнях, не покидав малювання і самоосвіти. Його майстерність настільки зросла і зміцніла, що його малюнки поклав на стіл діячів «Світу мистецтва» сам Грабарь. Самі майстри малюнку чи тонкі поціновувачі графіки взагалі — Олександр Бенуа і Сергій Дягілєв сперечалися, що взяти першим в друк із творів Добужинського. Розпочалася його співпраця в художньому товаристві.
Трохи пізніше Добужинський став викладачем в заснованій в Петербурзі в Приватній малювальній школі Званевої. Незабаром його залучили і до створення театральних декорацій, де серед перших були твори для Московського Художнього театру Станіславського.

## Добужинський і нове місто

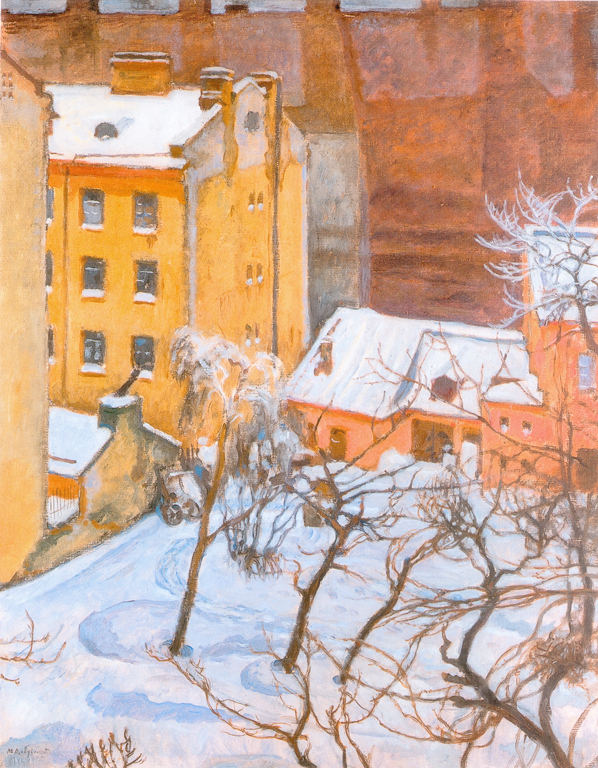
«Петербург, 1914 рік»

Особлива тема творчості художника — місто. Все розпочалося з замови видавництва Товариства Св. Євгенії створити малюнки урочистих замальовок столиці для відтворення їх у поштівках. Він точно виконав завдання, створивши малюнки «Олександринський театр», «Фонтанка і Літній сад», «Фонтанка і Чернишов міст», «Банківський міст ввечері» тощо. Але митець почав пильно вдивлятися в місто, що переживало будівельний бум, контраст між патріархальним побутом околиць і новітньою архітектурою прибуткових будинків, казарм для робітників підприємств. Міські пейзажі Добужинського точно фіксували ці зміни. Пейзажі — часто пустельні, безлюдні, або постаті присутніх пригнічені і непривабливі. Цей погляд Добужинський зберіг і при відтворенні краєвидів інших міст (аркуші «Омнібус. Вільно», 1907 р. «Вільно. Трущоби»). Відчуття розгубленості створили песімістичний настрій його творів цього періоду. Тривожна дійсність поразки в Російсько-японської війні та придушення революції не народжувала оптимістичних надій. Ще агресивніші якості притаманні аркушам з краєвидами Лондона («На мості Лондон», «Тауерський міст», «Лондон. Віадук»), де штучне, машинне оточення вже сперечалося в могутності з самою природою. Незручне, холодне оточення міста присутнє і в деяких портретах митця («Портрет Сюннерберга», 1905 р.)

## Добужинський і Гетьманщина
1912 певний час перебував в Україні, в історичній Гетьманщині. У місті Чернігів створив низку акварелей. Залишив спогади про своє перебування у Чернігові та Ніжині. Розпочалася активна виставкова діяльність художника. Так, його твори могли бачити мешканці Києва, Одеси, Харкова. Давав він власні твори і на виставки в інших країнах Європи (Мюнхен, Берлін, Париж). Особливою сторінкою творчості художника стало створення екслібрисів (екслібрис Л. М. Коренєвої, 1910, екслібрис З. Гржебіна, 1914, екслібрис Ф. Нотгафта).

## Після перевороту 1917
З 1918 Добужинський отримав призначення на посаду професора в Центральне училище технічного малювання барона Штіґліца. Більшовицький уряд перейменував його на Державні навчальні трудові майстерні декоративного мистецтва. Комісаріят північно-західних областей відрядив митця в білоруське місто Вітебськ, неофіційну столицю юдейських мешканців колишньої Російської імперії, де Добужинский керував заснуванням Вітебського Художньо-практичного інституту. Він же став і його першим директором.
На цій посаді його замінив Марк Шагал, майбутній всесвітньо відомий художник Паризької школи.
Добужинський перебрався в Петроград, де з 1922 р. був призначений професором Академії мистецтв. З 1924 р. він організував власну студію і почав викладати в Інституті історії мистецтв, продовжував працювати театральним художником.

## Еміграція
Давнє знайомство з поетом Ю. Балтрушайтсом і його запрошення на роботу до Литви, що отримала власну державність і де відкривались значні адміністративні та творчі можливості, сприяло переїздові Добужинського з родиною в Литву 1924 року.
В 1925 р. недовго працював для Ризького театру. У період 1926-1929-го в театрі Н. Ф. Балієва «Летюча миша» в Парижі. З 1929 року Добужинський — головний художник литовського Державного театру міста Каунас. У 1935 р. відбув з каунаським театром до Англії, де залишився виконувати замови. З 1939 року, коли в Західній Європі розпочалася Друга світова війна, перебрався до Сполучених Штатів.
Помер у Нью-Йорку 1957 року. Похований під Парижем на цвинтарі Сен-Женев'єв-де-Буа.

## Галерея

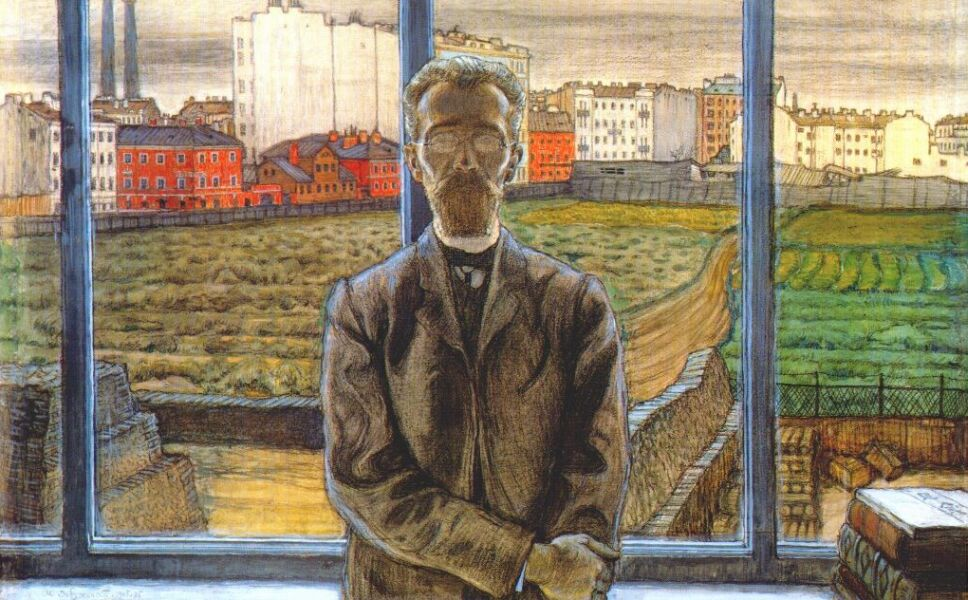
Добужинський М. В. « Портрет Костянтина Сюннерберга», 1905 р.

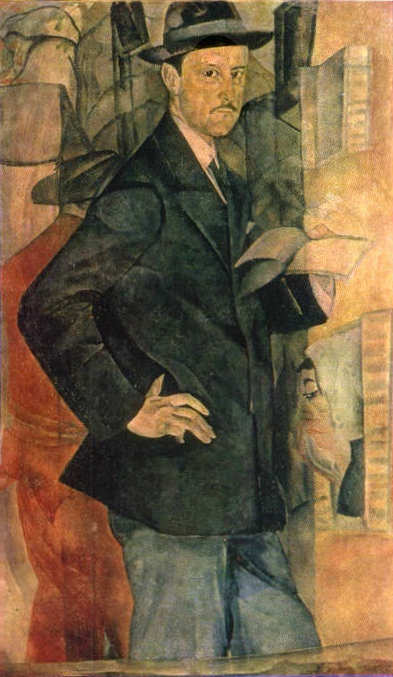
Худ. Григор'єв Борис Дмитрович «Портрет М. Добужинського», до 1939 р.
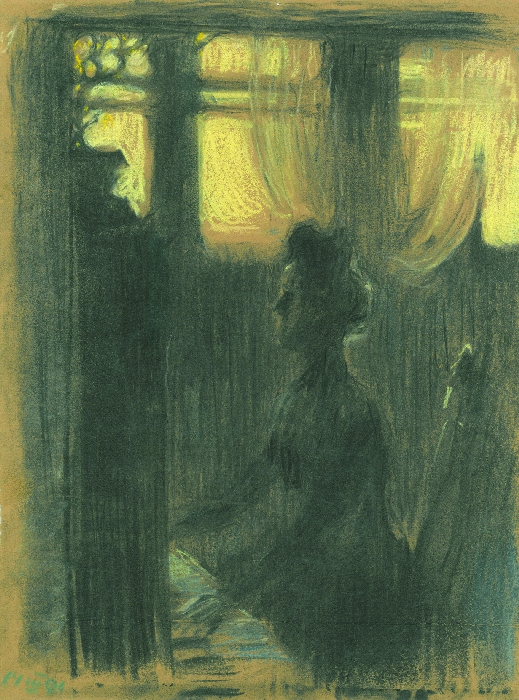
М. Добужинський. «Сутінки», 1900, пастель
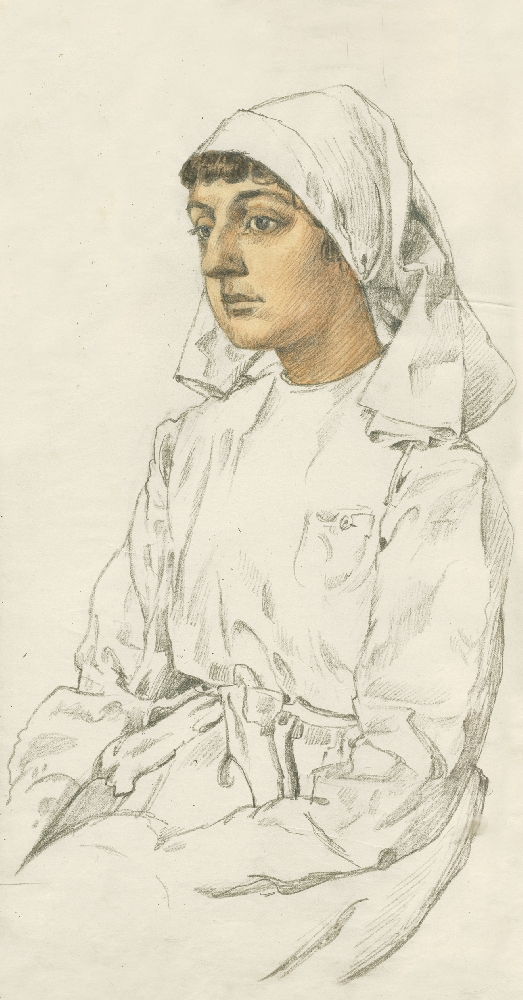
Сестра милосердя, малюнок
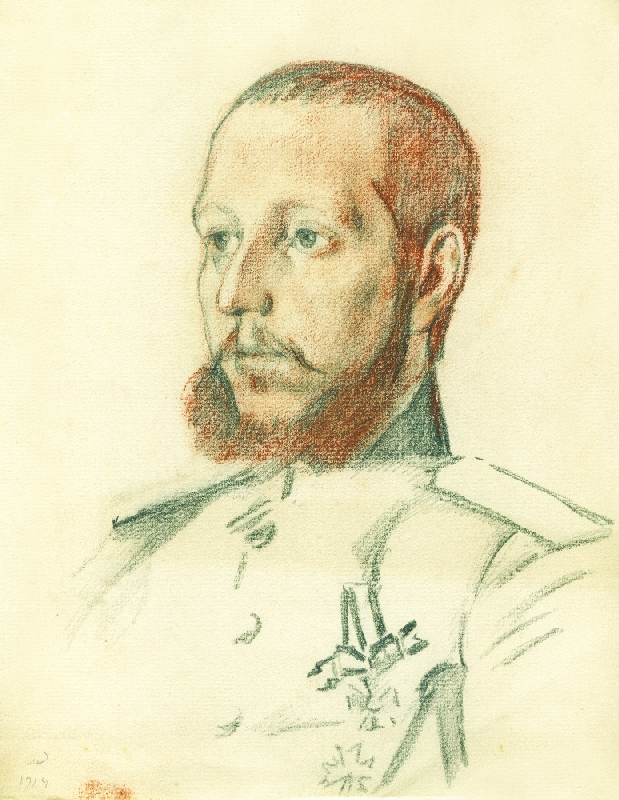
Брат художника, малюнок.